# Delfi-C3

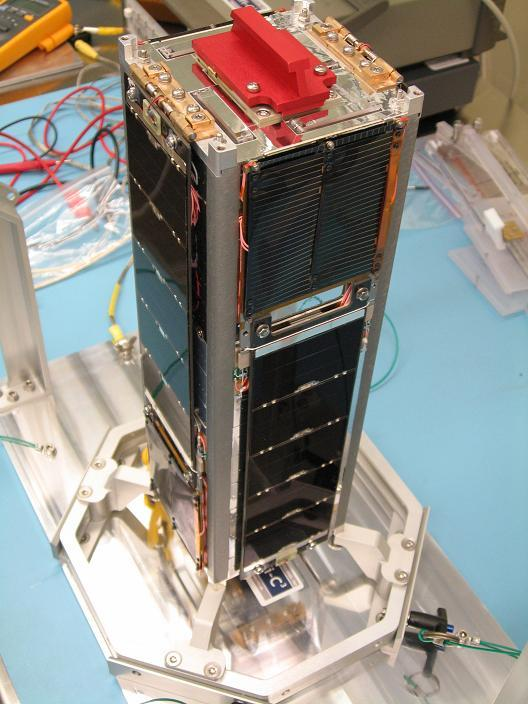
O Delfi-C3 antes do lançamento.

Delfi-C3 é um satélite artificial construído pela Universidade Técnica de Delft nos Países Baixos e lançado em 28 de abril de 2008 por meio de um foguete PSLV-CA a partir do Centro Espacial de Satish Dhawan.

## Características
O Delfi-C3 é um nanossatélite baseado no conceito de CubeSat e tem um peso total de 6,5 kg. Foi construído por estudantes da Universidade Técnica de Deft e dedicou a testar várias novas tecnologias, entre as quais se encontram:
- O experimento de células solares de película fina.
- O experimento de sensor solar autônomo sem fio.
- O experimento de transponder avançado.